# هاوزن (رن-گرابفلد)
هاوزن (به آلمانی: Hausen) یک شهر در آلمان است که در رن-گرابفلد واقع شده‌است. هاوزن ۷۳۶ نفر جمعیت دارد.